# Futbol'nyj Klub Ural 2013-2014
Questa voce raccoglie le informazioni riguardanti il Futbol'nyj Klub Ural nelle competizioni ufficiali della stagione 2013-2014.

## Stagione
La squadra concluse il campionato in undicesima posizione.

## Maglie
| Manica sinistra · Manica sinistra · Maglietta · Maglietta · Manica destra · Manica destra · Pantaloncini · Pantaloncini · Calzettoni · Calzettoni | Manica sinistra · Manica sinistra · Maglietta · Maglietta · Manica destra · Manica destra · Pantaloncini · Pantaloncini · Calzettoni · Calzettoni |

## Rosa
| N. |                        | Ruolo | Calciatore         |
| -- | ---------------------- | ----- | ------------------ |
| 2  | Russia (bandiera)      | D     | Vladimir Khozin    |
| 3  | Zambia (bandiera)      | D     | Chisamba Lungu     |
| 6  | Islanda (bandiera)     | D     | Sölvi Ottesen      |
| 7  | Russia (bandiera)      | D     | Aleksandr Dantsev  |
| 9  | Russia (bandiera)      | A     | Spartak Gogniyev   |
| 11 | Russia (bandiera)      | C     | Aleksandr Ščanicin |
| 12 | Russia (bandiera)      | D     | Aleksandr Novikov  |
| 13 | Russia (bandiera)      | D     | Denis Tumasyan     |
| 15 | Russia (bandiera)      | C     | Andrej Bočkov      |
| 16 | Russia (bandiera)      | A     | Arsen Gošokov      |
| 17 | Russia (bandiera)      | C     | Andrei Gorbanets   |
| 20 | Bielorussia (bandiera) | C     | Andrey Chukhley    |
| 21 | Cile (bandiera)        | C     | Gerson Acevedo     |

| N. |                     | Ruolo | Calciatore          |
| -- | ------------------- | ----- | ------------------- |
| 25 | Russia (bandiera)   | A     | Aleksandr Stavpets  |
| 28 | Russia (bandiera)   | P     | Nikolay Zabolotnyi  |
| 33 | Russia (bandiera)   | P     | Igor' Kot           |
| 34 | Russia (bandiera)   | A     | Denis Dorozhkin     |
| 41 | Russia (bandiera)   | C     | Aleksandr Sapeta    |
| 57 | Russia (bandiera)   | C     | Artyom Fidler       |
| 63 | Russia (bandiera)   | D     | Aleksandr Belozërov |
| 65 | Russia (bandiera)   | D     | Alan Bagaev         |
| 77 | Russia (bandiera)   | C     | Kantemir Berkhamov  |
| 78 | Ungheria (bandiera) | C     | Vladimir Koman      |
| 87 | Armenia (bandiera)  | A     | Edgar Manucharyan   |
| 89 | Russia (bandiera)   | C     | Aleksandr Yerokhin  |
| 99 | Georgia (bandiera)  | C     | David Targamadze    |

## Risultati

### Prem'er-Liga
| Ekaterinburg 17 luglio 2013, ore 17:30 1ª giornata | Ural | 2 – 2 referto | CSKA Mosca | Stadio Centrale (25 200 spett.) |

| Ekaterinburg 21 luglio 2013, ore 16:00 2ª giornata | Ural | 0 – 2 referto | Spartak Mosca | Stadio Centrale (26 000 spett.) |

| Ekaterinburg 27 luglio 2013, ore 16:30 3ª giornata | Ural | 1 – 2 referto | Volga Nižnij Novgorod | Stadio Centrale (13 500 spett.) |

| Tomsk 3 agosto 2013, ore 17:20 4ª giornata | Tom' Tomsk | 1 – 2 referto | Ural | Trud Stadium (4 200 spett.) |

| Ekaterinburg 17 agosto 2013, ore 13:30 5ª giornata | Ural | 0 – 0 referto | Amkar Perm' | Stadio Centrale (21 323 spett.) |

| Krasnodar 25 agosto 2013, ore 20:00 6ª giornata | Kuban' | 3 – 2 referto | Ural | Stadio Kuban' (12 437 spett.) |

| Ekaterinburg 1ﾂｺ settembre 2013, ore 13:30 7ª giornata | Ural | 0 – 3 referto | Rubin | Stadio Centrale (17 000 spett.) |

| Ekaterinburg 16 settembre 2013, ore 17:00 8ª giornata | Ural | 1 – 4 referto | Dinamo Mosca | Stadio Centrale (13 200 spett.) |

| Samara 21 settembre 2013, ore 16:00 9ª giornata | Kryl'ja Sovetov Samara | 1 – 1 referto | Ural | Stadio Metallurg (10 236 spett.) |

| Ekaterinburg 26 settembre 2013, ore 18:15 10ª giornata | Ural | 0 – 3 referto | Lokomotiv Mosca | Stadio Centrale (11 240 spett.) |

| Rostov sul Don 30 settembre 2013, ore 20:30 11ª giornata | Rostov | 1 – 1 referto | Ural | Stadio Olimp-2 (8 500 spett.) |

| Ekaterinburg 5 ottobre 2013, ore 13:30 12ª giornata | Ural | 0 – 2 referto | Krasnodar | Stadio Centrale (8 000 spett.) |

| Groznyj 19 ottobre 2013, ore 13:30 13ª giornata | Terek Groznyj | 1 – 1 referto | Ural | Stadion imeni Achmat-Chadﾅｾi Kadyrova (14 720 spett.) |

| Ekaterinburg 26 ottobre 2013, ore 17:00 14ª giornata | Ural | 1 – 2 referto | Zenit San Pietroburgo | Stadio Centrale (23 150 spett.) |

| Kaspijsk 3 novembre 2013, ore 20:15 15ª giornata | Anži | 0 – 1 referto | Ural | Anﾅｾi-Arena (8 000 spett.) |

| Ekaterinburg 8 novembre 2013, ore 17:00 16ª giornata | Ural | 1 – 4 referto | Rostov | Stadio Centrale (6 090 spett.) |

| Ekaterinburg 24 novembre 2013, ore 16:00 17ª giornata | Ural | 1 – 1 referto | Kryl'ja Sovetov Samara | Stadio Centrale (5 100 spett.) |

| Chimki 30 novembre 2013, ore 14:00 18ª giornata | Dinamo Mosca | 3 – 0 referto | Ural | Stadio Rodina (3 900 spett.) |

| San Pietroburgo 6 dicembre 2013, ore 20:00 19ª giornata | Zenit San Pietroburgo | 2 – 1 referto | Ural | Stadio Petrovskij (16 775 spett.) |

| Krasnodar 8 marzo 2014, ore 16:30 20ª giornata | Krasnodar | 0 – 1 referto | Ural | Stadio Kuban' (8 300 spett.) |

| Ekaterinburg 14 marzo 2014, ore 17:00 21ª giornata | Ural | 2 – 1 referto | Terek Groznyj | (2 680 spett.) |

| Mosca 22 marzo 2014, ore 16:30 22ª giornata | Lokomotiv Mosca | 3 – 0 referto | Ural | Stadio Lokomotiv (9 508 spett.) |

| Ekaterinburg 28 marzo 2014, ore 13:30 23ª giornata | Ural | 2 – 1 referto | Anži | (2 830 spett.) |

| Mosca 4 aprile 2014, ore 20:30 24ª giornata | Spartak Mosca | 0 – 1 referto | Ural | Stadio Lokomotiv (9 850 spett.) |

| Chimki 12 aprile 2014, ore 14:30 25ª giornata | CSKA Mosca | 1 – 0 referto | Ural | Arena Chimki (7 000 spett.) |

| Perm' 18 aprile 2014, ore 17:00 26ª giornata | Amkar Perm' | 0 – 2 referto | Ural | Stadio Zvezda (8 300 spett.) |

| Ekaterinburg 26 aprile 2014, ore 15:00 27ª giornata | Ural | 0 – 0 referto | Tom' Tomsk | Stadio Centrale (8 100 spett.) |

| Kazan' 4 maggio 2014, ore 16:30 28ª giornata | Rubin | 1 – 0 referto | Ural | Stadio Centrale (3 957 spett.) |

| Ekaterinburg 10 maggio 2014, ore 13:00 29ª giornata | Ural | 2 – 1 referto | Kuban' | Stadio Centrale (14 420 spett.) |

| Nižnij Novgorod 15 maggio 2014, ore 18:30 30ª giornata | Volga Nižnij Novgorod | 1 – 2 referto | Ural | Stadio Lokomotiv (1 950 spett.) |

### Coppa di Russia
| Tichvin 30 ottobre 2013, ore 14:30 Sedicesimi di finale | Tosno                | 0 – 0 (d.t.s.) referto | Ural | Stadion Kirovec (3 600 spett.) |
| \| \| \| \| \| \| Tiri di rigore 5 – 3 \| \|            |                      |                        |      |                                |
|                                                         |                      |                        |      |                                |
|                                                         | Tiri di rigore 5 – 3 |                        |      |                                |